# Mueang Nakhon Nayok (huyện)
Mueang Nakhon Nayok (tiếng Thái: เมืองนครนายก) là huyện thủ phủ (Amphoe Mueang) của tỉnh Nakhon Nayok, miền trung Thái Lan.

## Lịch sử
Mueang Nakhon Nayok là một thành phố cổ, trong thời vương quốc Ayutthaya, đây là thành phố biên giới phía đông. Các nhà sử học đã phát hiện thành cổ có 3 mặt, mặt nam là sông Nakhon Nayok làm tường thành tự nhiên.
Huyện này có tên Wang Krachom khi trụ sở huyện nằm ở tambon Wang Krachom, bên tả ngạn của sông Nakhon Nayok. Năm 1896, chính quyền dời trụ sở huyện đến hữu ngạn. Trụ sở huyện lại được dời đến toàn nhà tòa án cũ của tỉnh năm 1931. Trụ sở mới đã được chính thức mở cửa ngày 18 tháng 1 năm 1953.
Tên của huyện đã được đổi thành Mueang Nakhon Nayok vào ngày 1 tháng 1 năm 1939. Ngày 1 tháng 1 năm 1943, chính phủ Thái Lan đã hạ cấp tỉnh Nakhon Nayok và sáp nhập vào tỉnh Prachinburi, ngoại trừ Ban Na đưa sang tỉnh Saraburi. Trong thời kỳ này, huyện có tên Nakhon Nayok. Ngày 9 tháng 5 năm 1946, chính phủ Thái Lan tái lập tỉnh Nakhon Nayok, và huyện này được đổi tên thành Mueang Nakhon Nayok.

## Địa lý
Các huyện giáp ranh (từ phía tây nam theo chiều kim đồng hồ) là Ongkharak, Ban Na của tỉnh Nakhon Nayok, Kaeng Khoi, Muak Lek của tỉnh Saraburi, Pak Chong của tỉnh Nakhon Ratchasima, Pak Phli của tỉnh Nakhon Nayok và Ban Sang của tỉnh Prachinburi.
Nguồn nước chính ở đây là sông Nakhon Nayok và Khlong Tha Dan.

## Hành chính
Huyện này được chia thành 13 phó huyện (tambon), các đơn vị này lại được chia ra thành 125 làng (muban). The town (thesaban mueang) Nakhon Nayok nằm trên toàn bộ tambon Nakhon Nayok và một phần của Tha Chang, Ban Yai, Wang Krachom và Phrom Ni. Tha Chang là một thị trấn (thesaban tambon) nằm trên một phần của tambon Tha Chang. Có 12 Tổ chức hành chính tambon.
| STT | Tên          | Tên tiếng Thái | Số làng | Dân số |  |
| --- | ------------ | -------------- | ------- | ------ |  |
| 1.  | Nakhon Nayok | นครนายก        | -       | 9.702  |  |
| 2.  | Tha Chang    | ท่าช้าง          | 13      | 8.220  |  |
| 3.  | Ban Yai      | บ้านใหญ่         | 7       | 6.229  |  |
| 4.  | Wang Krachom | วังกระโจม       | 7       | 4.610  |  |
| 5.  | Tha Sai      | ท่าทราย         | 7       | 3.483  |  |
| 6.  | Don Yo       | ดอนยอ          | 7       | 4.664  |  |
| 7.  | Si Chula     | ศรีจุฬา          | 12      | 5.747  |  |
| 8.  | Dong Lakhon  | ดงละคร         | 13      | 8.125  |  |
| 9.  | Si Nawa      | ศรีนาวา         | 8       | 5.004  |  |
| 10. | Sarika       | สาริกา          | 12      | 9.314  |  |
| 11. | Hin Tang     | หินตั้ง           | 9       | 5.886  |  |
| 12. | Khao Phra    | เขาพระ         | 13      | 8.565  |  |
| 13. | Phrommani    | พรหมณี          | 17      | 19.176 |  |